# マーティン・A・リー
マーティン・A・リー（Martin A. Lee）は、アメリカ合衆国の作家および活動家で、極右運動、テロリズム、マスメディアの問題、薬物の政治についての著作や記事を書いている。FAIR共同創設者。プロジェクトCBDディレクター。
リーはミシガン大学にて哲学の学士号を取得した。イリノイ大学での客員講師のほか、ハーバード大学、コロンビア大学、ダートマス大学、ジョンズ・ホプキンズ大学、パリ・アメリカ大学でも講義を行ったことがある。1994年には、究明報道のポープ財団賞(Pope Foundation Award for Investigative Journalism)を受賞した。
1986年に組織されたマスコミ監視団体「報道における公正と正確」 (FAIR)の共同設立者。この団体は企業や体制のメディア・バイアスに対抗するために組織された。彼はこの団体発行の雑誌Extra!の最初の常勤編集者であり、後に発行者となった。
処女作となったブルース・シュレインとの共著『アシッド・ドリームズ―CIA、LSD、ヒッピー革命』は、1985年にGrove Pressから出版されたである。1960年代の対抗文化や、アメリカ中央情報局 (CIA) によるマインドコントロールにおけるLSDの使用について取り上げた同書には『サンフランシスコ・クロニクル』誌からも賞賛が寄せられた。 日本語へも1992年に翻訳されている。
2番目の著作『信頼できない情報源―ニュース報道のバイアスを検出するための手引き』（日本語未訳、Unreliable Sources: A Guide to Detecting Bias in News Media）は、ノーマン・ソロモンとの共著で、FAIRでの取り組みを精製し展開したものである。1990年にLyle Stuartから出版された同書は、『ワシントン・ポスト』誌から「アメリカのニュース報道、社会構造、政治学を学ぶ者の蔵書とするのに値する」と評された。
3番目の著作は、The Beast Reawakens（日本語未訳、『再び目覚める獣』）は、リトルブラウン社より1997年に出版された。2000年には Routledge社からペーパーバック版が出ている。「歴史の教訓というよりは真に迫った、知的な、スリラー小説のような書であり」、Joshua Rubensteinは『ニューヨーク・タイムズ・ブック・レビュー』への寄稿において「ヨーロッパ全土でのファシスト復活についての鮮明な調査」と評し、Publishers Weeklyは「憎悪の政治の理解に貢献する」と言及した。

## 著書
- 1985 – Acid Dreams: The CIA, LSD, and the Sixties Rebellion – co-authored with Bruce Shlain (Grove Press) ISBN 0-394-55013-7. 
  - マーティン・A.リー、ブルース・シュレイン 著、越智道雄 訳『アシッド・ドリームズ―CIA、LSD、ヒッピー革命』第三書館、1992年。ISBN 4-8074-9203-9。
- 1990 – Unreliable Sources: A Guide to Detecting Bias in News Media – co-authored with Norman Solomon (Lyle Stuart) ISBN 0-8184-0521-X.
- 1997 – The Beast Reawakens (Little, Brown and Company) ISBN 0-316-51959-6.
- 2012 – "Smoke Signals: A Social History of Marijuana – Medical, Recreational, and Scientific" (Scribner, August 2012) ISBN 1439102600.